# Астроном (историк)
Астро́ном (лат. Astrónomus; умер после 842) — закрепившееся в исторической науке условное имя анонимного автора «Жизни императора Людовика» (лат. Vita Hludowici imperatoris). Имя связано с повышенным интересом автора к космическим явлениям и его безусловным авторитетом при дворе императора Людовика I Благочестивого в толковании этих явлений.
О том, кем был автор «Жизни императора Людовика», идут долгие споры. Предлагаются ряд кандидатов, однако ни одна из гипотез не удовлетворяет всей сумме данных, сообщаемых автором о себе. Проанализировав труд автора, историки выяснили, что тот, вероятно, происходил из германских областей Франкского государства, что не позднее 814 года он попал ко двору императора Людовика I, что он был клириком и находился при дворе Людовика, а затем его сына Карла II Лысого по крайней мере до ноября 842 года. Он был членом императорской капеллы, имел познания в астрономии, медицине, знал античных авторов и имел доступ к государственным архивам.
«Жизнь императора Людовика», написанная Астрономом — единственное полное жизнеописание этого монарха. Оно соединяет в себе черты анналов и панегирика. При написании своего сочинения, автор использовал ряд источников (в том числе, не сохранившиеся до наших дней). Несмотря на это, он часто ошибается в хронологии и географии. Сочинение Астронома условно состоит из 3-х частей, из которых первая (главы 3—20, описывающие правление Людовика Благочестивого в Аквитании в 778—814 годах) является наиболее ценной. Эта часть — единственное достаточно полное описание истории Аквитании в этот период. Она основана на недошедших до нас записках монаха Адемара, а также на сочинении Эйнхарда «Жизнь Карла Великого». Вторая часть (главы 23—43, годы 814—830) основана на «Анналах королевства франков» с небольшими добавлениями и наименее ценна из-за сохранности первоисточника. Третья часть (главы 44—64, годы 830—840) составлена автором по собственным наблюдениям. Всё произведение написано с целью прославления императора Людовика, который для автора является примером христианского монарха. С этой целью автор, при всей тщательности изложения событий, опускает те моменты, которые могут повредить репутации императора в глазах читателей (например, обходится молчанием жестокость, проявленная Людовиком по отношению к королю Италии Бернарду). В целом, «Жизнь императора Людовика» является одним из ценнейших источников по истории Франкского государства конца VIII — первой трети IX века.

## Издания
- Vita Hludowici imperatoris. — Monumenta Germaniae Historica. Scriptores (in Folio) (SS). 2. Scriptores rerum Sangallensium. Annales, chronica et historiae aevi Carolini. — Hannoverae: Impensis Bibliopolii Avlici Hahniani, 1829. — S. 604—648.
- Astronomus. Vita Hludowici imperatoris. — Monumenta Germaniae Historica. Scriptores rerum Germanicarum in usum scholarum separatim editi (SS rer. Germ.). 64. Thegan, Die Taten Kaiser Ludwigs. Astronomus, Das Leben Kaiser Ludwigs. — Hannover: Hahnsche Buchhandlung, 1995. — S. 53—155 & 279—555.
- Аноним. Жизнь императора Людовика / ответственный редактор Сидоров А. И. — Историки эпохи Каролингов. — М.: РОССПЭН, 1999. — С. 35—94. — ISBN 5-86004-160-8. (предисловие Архивная копия от 19 апреля 2008 на Wayback Machine; главы 1—34 Архивная копия от 19 апреля 2008 на Wayback Machine; главы 35—64 Архивировано 1 апреля 2012 года.).